# М. Джон Харисън
М. Джон Харисън (на английски: M. John Harrison) е английски писател на бестселъри в жанра научна фантастика и фентъзи, и критик. Пише и любовни романи под общия псевдоним Габриел Кинг (на английски: Gabriel King) с писателката Джейн Джонсън.

## Биография и творчество
Майкъл Джон Харисън е роден на 26 юли 1945 г. в Ръгби, Уоруикшър, Англия, в семейството на Алън Спенсър (инженер) и Дороти (чиновник) Харисън. Баща му умира докато е тийнейджър, което се отразява тежко на живота му. Напуска училище на 18 г. и работи на различни места – през 1963 г. е коняр към ловното поле на Атърстон, Уорикшър, в периода 1963-1965 г. е учител в Уорикшър, а през 1966 г. е служител в Кралския масонски благотворителен институт.
През 1966 г. е публикуван първия му разказ „Marina“ в списание „Science Fantasy“. След това той се премества в Лондон и излиза на свободна практика като писател. Там среща писателя Майкъл Муркок, който е редактор на списание „Нови светове“. Започва да публикува в списанието рецензии и кратки разкази. В периода 1968-1975 г. е назначен за редактор в списанието.
През 1971 г. е публикуван първият му постапокалиптичен фантастичен роман „The Commited Men“. Същата година излиза и романът му „Вирикониум“ от едноименната му поредица.
Харисън е считан за един от водещите съвременни фантасти. Освен романи той пише статии за литература в „Таймс“, „Гардиън“ и „Дейли Телеграф“.
Харисън живее в Лондон.

## Произведения

### Като М. Джон Харисън

#### Самостоятелни романи
- The Commited Men (1971)
- The Centauri Device (1974)
- Climbers (1989) – награда „Бордман Таскър“
- The Course of the Heart (1992)
- Signs of Life (1997)

#### Серия „Вирикониум“ (Viriconium)
1. The Pastel City (1971)
2. A Storm of Wings (1980)
3. In Viriconium (1982) – издаден и като „The Floating Gods“
4. Viriconium Nights (1984)

- Viriconium (2005) – сборник
Вирикониум, изд. „Абагард“ (1995), прев. Елена Атанасова, Христо Карликов

#### Серия „Светлина“ (Light)
1. Light (2002)
2. Nova Swing (2006) – награда „Филип К. Дик“
3. Empty Space (2012)

#### Сборници
- The Machine in Shaft Ten: And Other Stories (1975)
- The Ice Monkey: And Other Stories (1983)
- Travel Arrangements (2000)
- Things That Never Happen (2002)

#### Графични романи
- The Luck in the Head (1991) – с Иън Милър

#### Новели
- Cave & Julia (2013)

#### Разкази
- Marina (1966) – като Джон Харисън
- The Macbeth Expiation (1968)
- Visions of Monad (1968)
- Green Five Renegade (1969)
- Lamia Mutable (1972)
- Absorbing the Miraculous (1974)
- The Wolf that Follows (1974)
- Running Down (1975)
- Settling the World (1975)
- The Incalling (1978)
- The Ice Monkey (1980)
- Egnaro (1981)
- The New Rays (1982)
- The Quarry (1983)
- The Luck in the Head (1984)
- The Dancer from the Dance (1985)
- Small Heirlooms (1987)
- The Great God Pan (1988)
- Anima (1992)
- The Dead (1992) – със Саймън Ингс
- Isobel Avens Returns to Stepney in the Spring (1994)
- Empty (1995)
- Seven Guesses of the Heart (1996)
- Suicide Coast (1999)

### Като Габриел Кинг

#### Серия „Котката“ (Tag, the Cat)
1. The Wild Road (1997)
2. The Golden Cat (1998)

#### Серия „Градината“ (Knot Garden)
1. The Knot Garden (2000)
2. Nonesuch (2001)